# The Waltz Invention
 (août 2024).
La mise en forme du texte ne suit pas les recommandations de Wikipédia : il faut le « wikifier ».
Les points d'amélioration suivants sont les cas les plus fréquents. Le détail des points à revoir est peut-être précisé sur la page de discussion.
- Les titres sont pré-formatés par le logiciel. Ils ne sont ni en capitales, ni en gras.
- Le texte ne doit pas être écrit en capitales (les noms de famille non plus), ni en gras, ni en italique, ni en « petit »…
- Le gras n'est utilisé que pour surligner le titre de l'article dans l'introduction, une seule fois.
- L'italique est rarement utilisé : mots en langue étrangère, titres d'œuvres, noms de bateaux, etc.
- Les citations ne sont pas en italique mais en corps de texte normal. Elles sont entourées par des guillemets français : « et ».
- Les listes à puces sont à éviter, des paragraphes rédigés étant largement préférés. Les tableaux sont à réserver à la présentation de données structurées (résultats, etc.).
- Les appels de note de bas de page (petits chiffres en exposant, introduits par l'outil «  Source ») sont à placer entre la fin de phrase et le point final[comme ça].
- Les liens internes (vers d'autres articles de Wikipédia) sont à choisir avec parcimonie. Créez des liens vers des articles approfondissant le sujet. Les termes génériques sans rapport avec le sujet sont à éviter, ainsi que les répétitions de liens vers un même terme.
- Les liens externes sont à placer uniquement dans une section « Liens externes », à la fin de l'article. Ces liens sont à choisir avec parcimonie suivant les règles définies. Si un lien sert de source à l'article, son insertion dans le texte est à faire par les notes de bas de page.
- La présentation des références doit suivre les conventions bibliographiques. Il est recommandé d'utiliser les modèles {{Ouvrage}}, {{Chapitre}}, {{Article}}, {{Lien web}} et/ou {{Bibliographie}}. Le mode d'édition visuel peut mettre en forme automatiquement les références.
- Insérer une infobox (cadre d'informations à droite) n'est pas obligatoire pour parachever la mise en page.

Pour une aide détaillée, merci de consulter Aide:Wikification.
Si vous pensez que ces points ont été résolus, vous pouvez retirer ce bandeau et améliorer la mise en forme d'un autre article.
The Waltz Invention (L'Invention de Waltz, non traduit en français) est une tragi-comédie de trois actes écrite par l'auteur russe Vladimir Nabokov sous le titre Izobretenie Val'sa en 1938 dans sa langue maternelle. Publiée pour la première fois dans Russkie Zapiski à Paris la même année, Nabokov l'a alors traduite en anglais. On doit la seconde traduction vers la langue anglaise à Dmitri Nabokov en 1964, grâce à l'appui de son père qui apporta également quelques modifications ; elle a été publiée en 1966. L'action se déroulant dans un pays non nommé en 1936, elle raconte l'invention d'une arme de destruction massive. Cependant, Nabokov souligne dans l'avant-propos écrit de 1965 que, même si l'ouvrage sonne comme une « préface prophétique », il n'a aucun message politique et ne soutient pas les pacifistes de son temps.

## Résumé de la pièce
Acte 1 : Déclarant contrôler une nouvelle machine au pouvoir destructeur immense appelée Télémort ou Téléthanasie qui peut exploser des villes, des montagnes et même des pays, Salvator Waltz - "un inventeur hagard, un confrère auteur" - est reçu par le ministre de la Guerre à l'intérieur de son bureau, mais est traité de cinglé par ce dernier. Cependant, le scientifique démontre le succès de sa machine en faisant exploser une montagne, il est alors rappelé au bureau et explique au ministre douteux qu'il s'agissait bien de l'expérience prévue pour mettre en valeur son arme ; le ministre et son conseiller ne sont pas encore convaincus et ne savent pas quoi faire. Trance (en russe son nom est fils, signifiant rêve), une journaliste devenue assistante de Waltz propose de nommer un comité afin de résoudre le problème. Annabella apparaît et indique que sur la montagne vivaient autrefois un vieil enchanteur et une gazelle blanche comme neige.
Acte 2 : Un comité de vieux généraux maladroits se réunit, donc, à la salle du conseil du ministère afin de débattre sur la marche à adopter les explosions expérimentales ayant clairement démontrées que la puissance de l'arme est monstrueuse. Trance suggère de l'acheter, ce qui est accepté: ainsi Waltz est appelé et se voit proposer de l'argent; celui-ci refuse toute vente Il déclare qu’il a l’arme pour créer un nouvel ordre mondial, ce qui fait de la guerre, l’armée et la politique des  choses superflues, et il prône la Nouvelle Vie où il sera le "gardien de la clé du jardin". Annabella, la fille d'un général, s'oppose aux « mauvais rêves » de Waltz, mais le scientifique l'emporte et est accueilli comme le nouveau dirigeant.
Acte 3 : Waltz, dans son bureau du ministre de la Guerre, est devenu le nouveau dirigeant, mais cette tâche l'ennui profondément. Lorsqu'une tentative d'assassinat, est comploté contre lui, il fait exploser la ville de santa Morgana en répression. Le scientifique envisage alors de s'installer sur l'île de Palmera en ne vérifiant que quelquefois les affaires du pays, travail simple puisque sans nation à la hauteur de son arme il connaît la paix. Son rêve devient peu à peu un cauchemar, et rien ne le satisfait, ni le luxe, ni la servitude, ni même le défilé de femme que l'on prépare pour lui plaire, l'une d'elles citant un poème qu'il avait écrit il y a longtemps. Réclamant Annabella, il convoque le père de celui-ci, qui refuse de se soumettre ; il ne livrera pas sa fille à Waltz. Furieux, le dirigeant menace de tout faire exploser, mais Trance le précise désormais : il n'y a pas de machine Telemort. Tout cela n'était que l'imagination de Waltz, et la réalité revient:  la véritable interview de Waltz ayant lieu: Le ministre le rejette en moins d'une minute, ouvre la fenêtre, la montagne est toujours là et Waltz est emmené à la maison de fous.

## Production
La première production avait été prévue pour 1939 par une société émigrée russe, mais la Seconde Guerre mondiale oblige à stopper le projet. Ainsi, la production fut réalisée par le Club russe de l'université d'Oxford en 1968, tandis que la version anglaise fut jouée pour la première fois par la Hartford Stage Company, Hartford (Connecticut), en 1969,.

## Commentaire
Nabokov indique dans l'avant propos de son œuvre que « si... l'action de la pièce est absurde, c'est parce que c'est ainsi que Valse folle - avant le début de la pièce - imagine que ce sera... ». Contrairement au « puits noir de la réalité », Nabokov souhaite des paysages colorés et riches et affirme que les uniformes des généraux « doivent briller comme des arbres de Noël ». Trois des généraux sont des mannequins.

## Réception et critique
La pièce reçu un accueil mitigé,. Au moment de la publication en 1966, Time la critiquait en la comparant à une « tour de fantaisie coiffée de nuages (qui tombe) en un tas poussiéreux de spéculation », notant son « humour sauvage » et la décrivant comme une « pièce prophétique et satyrique », considérant également la performance de 1969 comme une métaphore de l'écrivain détruisant le monde pour en recréer de nouveaux. Nabokov n'irait au contraire de ce sens, considérant son personnage Waltz comme un personnage tragique.